# Xã Franklin, Quận Steele, Bắc Dakota
Xã Franklin (tiếng Anh: Franklin Township) là một xã thuộc quận Steele, tiểu bang Bắc Dakota, Hoa Kỳ. Năm 2010, dân số của xã này là 41 người.